# Можно ли услышать форму барабана?

Первый пример двух неконгруэнтных барабанов, звучащих одинаково. Обратите внимание, что фигуры имеют равные площади и периметры

«Можно ли услышать форму барабана?» — вопрос Липмана Берса, восходящий к Герману Вейлю.
Частоты, на которых барабанная мембрана может вибрировать, однозначно зависят от его формы.
Спрашивается: однозначно ли можно восстановить форму барабана, если все его частоты известны?
Формулировка «Можно ли услышать форму барабана?» появляется в статье Марка Каца, опубликованной в 1966 году.
Эта статья популяризовала вопрос и таким образом сыграла заметную роль в развитии математики на несколько десятилетий.
За неё Кац был удостоен премии Форда в 1967 году и премии Шовенэ в 1968 году.

## Формулировка
Барабан мыслится как плоская область {\displaystyle D}, граница которой фиксирована.
Обозначим через {\displaystyle \lambda _{n}} её n-ое собственное значение для лапласиана с условием Дирихле на границе.
То есть нас интересуют значения {\displaystyle \lambda },
для которых существует функция {\displaystyle u\colon D\to \mathbb {R} } такая, что
{\displaystyle {\begin{cases}\Delta u+\lambda u=0,\\u|_{\partial D}=0.\end{cases}}}
Две области называются изоспектральными, если они имеют одинаковые собственные значения, учитывая кратность.
Поэтому вопрос можно переформулировать так:
- Существуют ли две изоспектральные и неконгруэнтные области?

### Вариации
Аналогичные вопросы можно задать про уравнения Лапласа на областях в старших размерностях,
также на римановых многообразиях
и для других эллиптических дифференциальных операторов,
таких как оператор Коши — Римана
или оператор Дирака.
Можно накладывать другие граничные условия, в частности условие Неймана.

## Ответы

### Плоские торы
Почти сразу Джон Милнор построил пару изоспектральных неизометричных 16-мерных торов.
Позже подобные примеры были построены во всех размерностях начиная с четырёх.
При этом в размерностях 2 и 3 таких примеров не существует.
Трёхмерный случай потребовал серьёзных компьютерных вычислений.
Таким образом, «форму плоского тора нельзя услышать полностью в размерностях 4 и выше».

### Области на плоскости

Однопараметрическое семейство пар изоспектральных барабанов. Каждый из двух барабанов составлен из 7 равных треугольников

В 1992 году Гордон, Уэбб и Уолперт построили пару неконгруэнтных изоспектральных невыпуклых многоугольников (см. рисунок).
Доказательство того, что оба многоугольника имеют одинаковые собственные значения, использует симметрии и вполне элементарно.
Короткое доказательство более общего утверждения приведено в книге Конвея.
Таким образом, «форму барабана нельзя услышать полностью».

### Частные случаи
Вместе с тем, многие характеристики этой формы восстановимы.
- Согласно формуле Вейля, площадь может быть однозначно восстановлена по спектру.
  - По теореме Иврия тоже верно и для периметров областей с гладкой границей.[4]
- Если область выпукла, а её граница аналитическая, то спектр позволяет однозначно установить её форму[5]
  - Вопрос остаётся открытым для невыпуклых областей с аналитической границей.
- Известно, что множество изоспектральных областей компактно в {\displaystyle C^{\infty }}-топологии.
- По теореме сравнения Чжэна[англ.] сфера является спектрально-жёсткой; то есть, многообразие с тем же спектром, что и у сферы, должно быть ей изометрично.